# Береговые укрепления Гонгна (Гуам)
Береговые укрепления Гонгна, англ. Gongna Beach defenses — оборонительные укрепления линии береговой обороны времён Войны на Тихом океане,
построенные на пляже Гонгна (теперь также называемом Gun Beach, от английского Gun — «пушка») в Тамунинге на острове Гуам. Эти оборонительные сооружения были возведены Императорской армией Японии во время оккупации острова в 1941—1944 годах.  Расположены к северу от основных районов высадки американцев во время битвы за Гуам в 1944 году. Три сохранившихся элемента были внесены в Национальный реестр исторических мест США в 1991 году.

## Описание
В северной части пляжа, примерно в 25 метрах (82 фута) вглубь суши от линии прилива, находится огневая точка с прикреплённым ДОТом. Огневая позиция состоит из двух железобетонных стен, примыкающих к японскому корабельному орудию. Отсюда крытый переход ведёт к сильно повреждённому сооружению ДОТа, также сделанному из железобетона. На момент внесения в Национальный реестр ДОТ был частично обрушен.
Рядом с центром пляжа, примерно в 20 метрах (66 футов) вглубь суши от линии прилива, находится круглая бетонная артиллерийская точка диаметром около 2,4 метра (7,9 футов). Внешние стены имеют толщину 0,3 метра (0,98 фута) и возвышаются над землей примерно на 0,5 метра (1,6 фута); центральная часть сооружения заполнена коралловыми породами.
Бетонный ДОТ находится на естественном возвышении с видом на пляж. Его диаметр составляет около 2,5 метров (8,2 фута), а максимальная высота чуть более 1 метра (3,3 фута). Предполагается, что его единственное отверстие, выходящее на юго-запад, служило как точкой доступа, так и портом для оружия.